# Son Credo
Son Credo és una possessió de Santa Maria del Camí, entre Son Torrella, S'Arboçar, Son Verdera i Son Pinet. S'hi accedeix pel Camí d'Alaró. Té l'origen en un establit de Son Verdera efectuat en el segle xvii per Miquel Reiners Credo. El 1696, Francesc Reiners n'era el propietari. La possessió ha estat dedicada als cereals i fruits secs (ametlers i garrovers).